# M46 Patton
M46 Patton – amerykański czołg średni z okresu powojennego, będący udoskonaloną wersją czołgu M26 Pershing i używany głównie podczas konfliktu koreańskiego. 

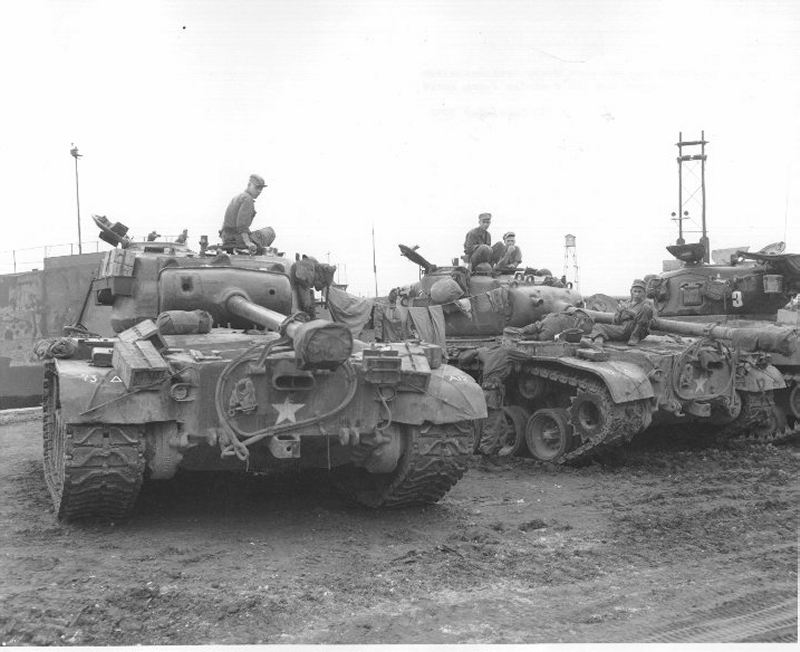
Czołgi M46 z 73. batalionu czołgów ciężkich w Pusan w Korei

## Rozwój
W maju 1946 roku, czołg M26 Pershing został przeklasyfikowany z czołgu ciężkiego na czołg średni. W porównaniu ze swoim poprzednikiem, czołgiem M4 Sherman, Pershing był konstrukcją zdecydowanie lepszą, ale nie sprawdzał się w roli czołgu średniego z powodu zbyt słabego silnika, niewielkiej prędkości i problemów z przekładnią. W styczniu 1948 roku rozpoczęto prace nad wymianą silnika na jednostkę o większej mocy (Continental AV-1790-3) i zastosowaniem nowego układu przekładniowego, oznaczonego CD-850-1. Nowy czołg otrzymał początkowo oznaczenie M26E2, ale dalsze modyfikacje sprawiły, że w 1949 roku zdecydowano się na zmianę oznaczenia na M46 General Patton, a w wersji skróconej M46 Patton. Był on pierwszym z serii czołgów nazwanych na cześć generała George'a Pattona.
Czołgi M46 wzięły udział w wojnie koreańskiej, gdzie okazały się zdecydowanie lepsze od północnokoreańskich T-34/85.